# José Luis Fernández Valoni
José Luis Fernández Valoni (Laprida, 15 de marzo de 1942) es un militar, abogado, político y diplomático argentino.

## Los «Tenientes de la Revolución»
El 20 de junio de 1969, con posterioridad al Cordobazo, oficiales de inteligencia del Ejército detuvieron al Teniente Julián Licastro en un intento de desmantelar la existencia de un grupo de oficiales simpatizantes del peronismo. Pronto se descubrió que el teniente Fernández Valoni, entonces instructor del Colegio Militar, formaba parte del mencionado grupo. Tras ser detenido, fue juzgado por un tribunal de honor y dado de baja junto con algunos de sus compañeros «por estar en una posición espiritual incompatible para ser oficial del Ejército.» 
La denominación «Tenientes de la Revolución» corresponde a Juan D. Perón, quién los identificó con ese nombre en una carta fechada el 5 de noviembre de 1970 al propio Valoni.

## Vida política
Fuera del ejército, Fernández Valoni inició sus estudios de abogacía en la Universidad de Buenos Aires, donde se desempeñó como profesor una vez recibido. A finales del año 1970 fundó con Licastro y con un grupo de civiles entre los que se encontraba Carlos Grosso, la agrupación Comando Tecnológico Peronista para militar dentro del peronismo y tratar de influir en la política de la época.
Como resultado de su actuación integró la lista de diputados nacionales del Frente Justicialista de Liberación en las elecciones de marzo de 1973, resultando elegido como diputado nacional por la Provincia de Buenos Aires. Durante ese período se desempeñó como presidente de la Comisión de Relaciones Exteriores de la Cámara de Diputados, y tuvo la responsabilidad de desempeñarse como miembro informante durante la sanción de la Ley Nº 20.951 (Ley Orgánica del Servicio Exterior de la Nación). 
A raíz de la derrota del Partido Justicialista en las elecciones presidenciales de 1983, Fernández Valoni tuvo una activa participación en la llamada Renovación Peronista. Entre 1982 y 1989 se desempeñó como Congresal de Distrito y Congresal Nacional del partido Justicialista por la Provincia de Buenos Aires. De manera paralela, fue uno de los fundadores de una línea interna del partido, la llamada Corriente Federal de Federalismo y Liberación y formó parte de los Equipos Federales de Planificación y Justicialista.
Con la victoria de Carlos Saúl Menem en 1989, fue designado por el canciller Domingo Felipe Cavallo como Subsecretario de Relaciones Latinoamericanas del Ministerio de Relaciones exteriores, Comercio Internacional y Culto de la Nación, donde tuvo participación en el proceso de lanzamiento del Mercosur. Con el reemplazo de Cavallo por Guido Di Tella, como Secretario Técnico- Administrativo de la Cancillería, desde donde tuvo a su cargo la reestructuración y racionalización durante el proceso de Reforma del Estado Nacional. 
Entre los años 1992 y 1995 se desempeñó como embajador argentino en Ecuador. Durante su gestión se desencadenaron las acciones bélicas entre Perú y Ecuador en la Cordillera del Cóndor.  Con motivo de sus gestiones en favor de la paz,  le fueron concedidos el reconocimiento de los gobiernos de Brasil y Ecuador con las Órdenes de Río Branco y de San Lorenzo, respectivamente, ambas en grado de Gran Cruz.
Vuelto al país en el año 1996, se desempeña como Subsecretario de Relaciones Institucionales del Ministerio de Economía y Obras y Servicios Públicos de la Nación. Cuando se produce la salida de Cavallo del ministerio, lo acompaña en la formación del partido político Acción por la República en 1997 y se postula como candidato a diputado por la Provincia de Buenos Aires aunque no resulta electo.
En 1999 resulta elegido como Presidente de la Junta de Gobierno de Acción por la República de la Ciudad de Buenos Aires y es miembro de la Mesa Ejecutiva Nacional del Partido. En las elecciones de ese año, se presenta como primer candidato por la Ciudad Autónoma de Buenos Aires, resultando electo para el período 1999-2003. 

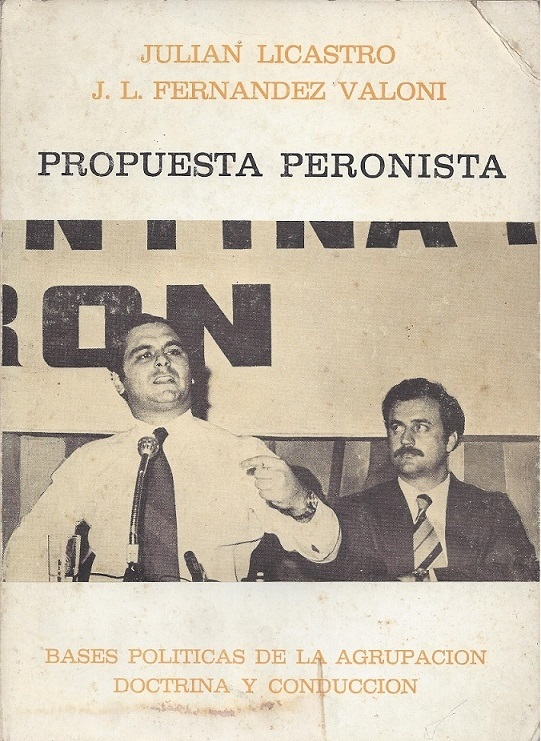
Julián Licastro (izq.) y José Luis Fernández Viloni en la tapa de un libro de su coautoría

Se desempeñó como Director de Estudios del Instituto de Estudios Estratégicos y Relaciones Internacionales y en el período 2017-2020 ha formado parte de la Junta de Disciplina del Círculo de Legisladores de la Nación Argentina.

## Vida personal
Se encuentra casado con Graciela Cosso-Reig, con quien tiene dos hijos.
Su hijo, José Luis Fernández Valoni, es diplomático y se desempeña en la actualidad como Coordinador del Consejo Consultivo sobre Temas Vinculados al Atlántico Sur de la Secretaría de Malvinas, Antártida y Atlántico Sur del Ministerio De Relaciones Exteriores, Comercio Internacional y Culto